# Діонісій (папа)
Святи́й Діоні́сій, або Діони́сій (лат. Dionysius; ? — 26 грудня 268, Рим, Римська імперія), — двадцять п'ятий папа Римський (22 липня 259 — 26 грудня 268), за походженням (імовірно) грек.

## Життєпис
Після гонінь християн реорганізував церкву, визначив межі метрополії, призначив священиків для збереження цвинтарів і святинь. Вислав значну суму коштів для церков у Кападокії, які зазнали нападу готів. Скликав собор, на якому засуджено субординаціоналізм і саввеліанство. Листувався зі святим Діонісієм Олександрійським, повідомивши йому рішення синоду. Перший папа, який не помер як мученик. Особливо вшановується орденом кармелітів.
Його день відзначається католицькою церквою 26 грудня. Традиційно зображається у папському одязі та з книгою у руках.